# Белорусские переводы Библии
Белору́сские перево́ды Би́блии — переводы библейских текстов на белорусский язык, осуществлённые на разных этапах истории Беларуси.

## Появление Библии на территории современной Беларуси
На территории современной Беларуси списки отдельных книг Библии или их фрагментов появились, скорее всего, непосредственно после Крещения Руси в 986—988 годах. Общедоступным в языковых отношениях и совершенным в богословском смысле переводом долгое время являлась Библия Кирилла и Мефодия на церковнославянском языке. Число рукописей, написанных на церковнославянском языке в течение XI—XV веков, исчисляется десятками.
Библия распространялась путём переписывания в скрипториях монастырей, церквей и княжеских резиденций. Вероятно, что в XII веке переписыванием священных книг занималась дочь витебского князя Евфросиния Полоцкая. Про постоянную библейскую традицию свидетельствуют рукописные памятники: Лавришевское, Оршанское, Друцкое Евангелия, Смоленская псалтырь и другие.

## Первые попытки
Как показывают исследования академика Евфимия Карского и других историков, уже с XI века делаются попытки приспособить перевод Кирилла и Мефодия к местным особенностям языка, его церковно-литургическому стилю, уточнить текст и исправить ошибки переписчиков на основе древнееврейского и древнегреческого оригиналов. Известны несколько отрывков переводов с древнееврейского языка неизвестных авторов, датирующихся периодом до Франциска Скорины: Песнь песней (XIV—XV века), 8 книг Ветхого Завета (2 половина XV — начало XVI века).
Важной вехой является создание в Беларуси самостоятельного полного библейского свода, составленного Матвеем Десятым («Десятоглав», 1502—1507) и Фёдором Янушевичем (исторические книги и «Пятикнижие Моисеево», 1514). В отличие от так называемого Геннадьевского свода (Великий Новгород, 1499), который основывался преимущественно на болгарской редакции кирилло-мефодиевского перевода и переведённых с Вульгаты недостающих книг, белорусский свод восходил к более ранней и достаточно полной моравской редакции перевода.

## Великое княжество Литовское
Первым уникальным научно-популярным печатным изданием Библии на церковнославянском языке, имевшим несомненное влияние разговорных белорусского, чешского и польского языков, была Библия белорусского первопечатника Франциска Скорины. Её перевод был сделан либо с Вульгаты Иеронима, либо с одного из чешских переводов. 6 августа 1517 года Скорина издал Псалтырь, а после почти каждый месяц выпускал по новой книге Библии. До 1521 года вышли 23 иллюстрированные книги Ветхого Завета под общим названием «Біблія руска, выложена доктором Франциском Скориною из славного града Полоцька, Богу ко ч(е)сти и людым посполитым к доброму научению». В первую белорусскую Библию Скорина включил почти полсотни иллюстраций: многочисленные заставки и другие декоративные элементы, которые гармонируют с шихтовкой страниц, шрифтом и титульными листами. Перевод Скорины был канонически точен в передаче буквы и духа библейского текста, не допускал вольности и переводческих дополнений. Книги Скорины заложили основу для формирования нормы белорусского литературного языка, а также стали первым переводом Библии на восточнославянские языки.

## Новое время
Далее в XVI столетии трудится Василий Тяпинский, сторонник Реформации. Около 1570 года он издал в собственном переводе Евангелия от Матфея, Марка и Луки (начало) параллельным текстом: на церковнославянском и белорусском языках. 
На протяжении XVIII и XIX столетий новых белорусских переводов не делалось. Первую попытку перевода на современный белорусский язык осуществил в 1910-е годы католический священник Ильдефонс Бобич. В 1920-х годах Лука Декуть-Малей предпринял перевод сначала четырёх Евангелий, а затем, совместно с Антоном Луцкевичем, и Нового Завета с Книгой псалмов. Винцент Годлевский сделал свой перевод с комментариями ещё до 1930 года, однако издать его удалось только в 1938 году, на латинском алфавите. На современный белорусский язык всю Библию впервые перевёл языковед Ян Станкевич, чей перевод вышел в Нью-Йорке в 1973 году.
Переводом также занимались Владислав Чернявский, Пётр Татаринович, Лев Горошко, Александр Надсон, Михаил Мицкевич, Николай (Мацукевич), Ян Пиотровский, Анатоль Клышко, Василь Сёмуха, Белорусское библейское общество, комиссии Католической Церкви и Русской Православной Церкви, стокгольмский институт перевода Библии и др.
Перевод Нового Завета на один из западнополесских говоров выполнил Фёдор Климчук.